# Battaglia di Imayama
La battaglia di Imayama (今山の戦い?, Imayama no tatakai) avvenne nel 1570 nel nord dell'isola di Kyūshū.
I clan Ōtomo e Ryūzōji furono rivali dal tempo in quella zona ed erano i due clan più potenti del nord dell'isola. Nell'agosto 1570 Ōtomo Sōrin radunò un'armata di 60 000 uomini al comando di suo fratello minore Ōtomo Chikasada per sconfiggere Ryūzōji Takanobu. Molti clan si unirono a Sōrin, tra i quali gli Arima, gli Ōmura, gli Imayama, gli Usuki, Kumashiro e Hetsugi.
In previsione dell'imminente attacco Takanobu guidò una piccola forza nel castello di Saga. Gli Ōtomo circondarono e assediarono il castello. Tuttavia Nabeshima Naoshige, ciambellano del castello di Saga, si rese conto che a causa del loro numero superiore, le forze Ōtomo erano troppo sicure e quindi poco attente. Propose un contrattacco e sotto copertura delle tenebre guidò un piccolo contingente fuori dal castello portando un attacco diretto contro il quartier generale di Chikasada che venne ucciso durante il violento assalto. Le forze Ōtomo, in assenza di un comandante, caddero in disordine e si ritirarono.